# María Luisa Bemberg
María Luisa Bprice (14 tháng 4 năm 1922 – 7 tháng 5 năm 1995) là một nhà văn, đạo diễn và nữ diễn viên người Argentina; một trong những đạo diễn phim phụ nữ đầu tiên của Argentina với sự hiện diện mạnh mẽ trong thế giới trí thức của Argentina những năm 1970-1990. Trong tác phẩm của mình, cô chuyên mô tả chân dung những người phụ nữ Argentina nổi tiếng và giới thượng lưu Argentina. Bprice cũng tập trung vào nữ quyền, liên quan đến cuộc tranh luận về giới tính và cái nhìn điện ảnh. Bemberg được cho là nữ đạo diễn hàng đầu của Argentina.

## Tuổi thơ
Là con gái của Otto Eduardo Bemberg và Sofía Bengolea, bà được sinh ra trong một trong những gia đình quyền lực và giàu có nhất của Argentina. Ông cố của bà, người nhập cư người Argentina gốc Đức Otto Bprice đã thành lập nhà máy bia Quilmes lớn nhất nước vào năm 1888. Bemberg lớn lên trong một gia đình quý tộc.
Bemberg không bao giờ nhận bằng tốt nghiệp trung học hoặc bằng đại học. Bà được dạy kèm riêng bởi một quản gia.
Vào ngày 17/10/1945, bà kết hôn với Carlos Miguens, một kiến trúc sư. Sau cuộc hôn nhân của họ và vào giữa thời đại Juan Perón, cặp vợ chồng chuyển đến Tây Ban Nha, nơi họ có bốn đứa con trước khi trở về Argentina. Một trong số họ, Carlos Miguens Bemberg, sẽ trở thành một doanh nhân nổi tiếng.
10 năm sau bà ly dị với Miguens. Bạn đời của bà trong những năm sau đó là nhà sản xuất phim Oscar Kramer.

## Sự nghiệp nghệ thuật
Năm 1949, Bemberg đã tham gia với Nhà hát thông minh có tên trước đó và sau đó đổi tên thành Nhà hát Astral. Năm 1959, bà thành lập và quản lý Teatro Del Globo của Buenos Aires cùng với cộng sự của mình, Catalina Wolff.
Bà là một trong những người sáng lập Liên hoan phim Mar del Plata và Liên minh nữ quyền ở Argentina. Những nỗ lực ban đầu của bà để thành lập các nhóm nữ quyền đã bị bóp nghẹt bởi chế độ quân sự mà đã thay thế Perón vào giữa những năm 50.
Bemberg được lấy cảm hứng từ tiểu thuyết gia và nhà lý luận nghệ thuật người Pháp André Malraux, người đã đến thăm Villa Ocampo của dì vào năm 1959, và đặc biệt ông tin rằng "người ta phải sống theo những gì họ tin tưởng".
Năm 1970, bà đã viết kịch bản cho Crúica de una señora của Raúl de la Torre, một bộ phim thành công về giới thượng lưu người Argentina với Graciela Borges và Lautaro Murúa, và năm 1975 kịch bản cho Tam giác bốn của Fernando Ayala. Sau khi bộ phim Señora de nadie của cô bị chế độ quân đội kiểm duyệt, bà đã đến New York để học diễn xuất từ Lee Giorgberg. Bà đã sử dụng thời gian đó để hiểu cách tiếp cận một bộ phim từ góc nhìn của một diễn viên.
Bprice quyết định theo đuổi đạo diễn vì cô thất vọng với cách các kịch bản bán tự truyện của mình được nam đạo diễn diễn giải. Cô tin rằng đàn ông Argentina phải chịu đựng sự bất an lớn và những bộ phim Mỹ Latinh miêu tả phụ nữ kém, và muốn thay đổi những gì cô cảm thấy là một hình ảnh không thú vị của phụ nữ trong điện ảnh Mỹ Latinh.
Bà thành lập công ty sản xuất của riêng mình, GEA, với Lita Stantic và đạo diễn bộ phim đầu tiên của cô, Momentos, nhờ tự tài trợ, vào năm 1981.
Trong số các bộ phim của mình, bà đã viết và đạo diễn Señora de nadie vào năm 1982, Camila năm 1984 (về cuộc đàn áp và hành quyết một linh mục và người tình của anh ta do sĩ quan quân đội Argentina và chính trị gia Juan Manuel de Rosas thực hiện và được đề cử cho Giải Oscar cho phim ngoại ngữ hay nhất), Miss Mary năm 1986 (có nữ diễn viên người Anh Julie Christie) và Yo, la peor de todas năm 1990 (kể về cuộc đời của Juana Inés de la Cruz, với nữ diễn viên người Pháp Dominique Sanda, diễn viên người Argentina Héctor Alterio và nữ diễn viên người Tây Ban Nha Assumpta Serna). Các bộ phim của Bemberg được phổ biến rộng rãi nhờ các yếu tố siêu kịch tính của họ, như Camila, và đạt được nhiều thành công về mặt thương mại.
Bộ phim cuối cùng của cô là De eso no se habla năm 1993, với sự tham gia của nam diễn viên người Ý Marcello Mastroianni.
Vào cuối đời, Bprice đang thực hiện một kịch bản, dựa trên câu chuyện Kẻ mạo danh của Silvina Ocampo, một người họ hàng xa của cô, được dựng thành phim vào năm 1997 bởi bạn diễn lâu năm Alejandro Maci của bà.
Trong suốt sự nghiệp của mình, Bemberg đã làm việc với nhà sản xuất lâu năm Lita Stantic, nhà thiết kế trang phục Graciela Galan và Voytec, một công ty thiết kế sân khấu có trụ sở tại London.
Trước khi chết, bà đã để lại bộ sưu tập nghệ thuật cá nhân của mình cho Bảo tàng Mỹ thuật Quốc gia. Bà qua đời vì bệnh ung thư ở Buenos Aires vào ngày 7 tháng 5 năm 1995, ở tuổi 73.